# Jaime de la Marca
San Jaime de la Marca (Monteprandone, Marca de Ancona, 1 de septiembre de 1391-Nápoles, 28 de noviembre de 1476), también conocido como Domenico Gangala o Jacopo Gangala fue un religioso italiano, miembro de los franciscanos observantes, predicador y escritor. Fue canonizado en 1726 y es venerado por la Iglesia católica.

## Biografía

Confessione, 1476

Nació en Monteprandone el 1 de septiembre de 1393 en el seno de una familia pobre y recibió el nombre de Domenico Gangala. Empieza a estudiar con un tío sacerdote, que lo envió a estudiar artes liberales a Ascoli Piceno y se doctoró en Derecho Civil en Perusa hacia 1412. Trabajó como juez en Bibbiena (Toscana) y como notario en la cancillería municipal de Florencia. Entró en contacto con los franciscanos; meditó y dejó la carrera jurídica para ingresar en la orden en julio de 1416, haciendo la profesión a Asís. Fue discípulo de Juan de Capistrano y Bernardino de Siena y, como ellos, perteneció a la rama franciscana de los hermanos menores de la regular observancia. En 1423 fue ordenado sacerdote.
Gracias a su intervención, las ciudades de Fermo y Ascoli, enfrentadas desde hacía tiempo, firmaron la paz en 1446 y en 1463. Hábil predicador, combatió la herejía de los bogomilos en Bosnia y la de los husitas en Austria y Bohemia. Predicó también en Alemania, Suecia, Dinamarca, Polonia y Hungría; por todas partes fundó conventos, donde difundió la devoción al nombre de Jesús. Cuando Juan de Capistrano murió en 1456, lo sustituyó como comisario de la orden en Hungría.

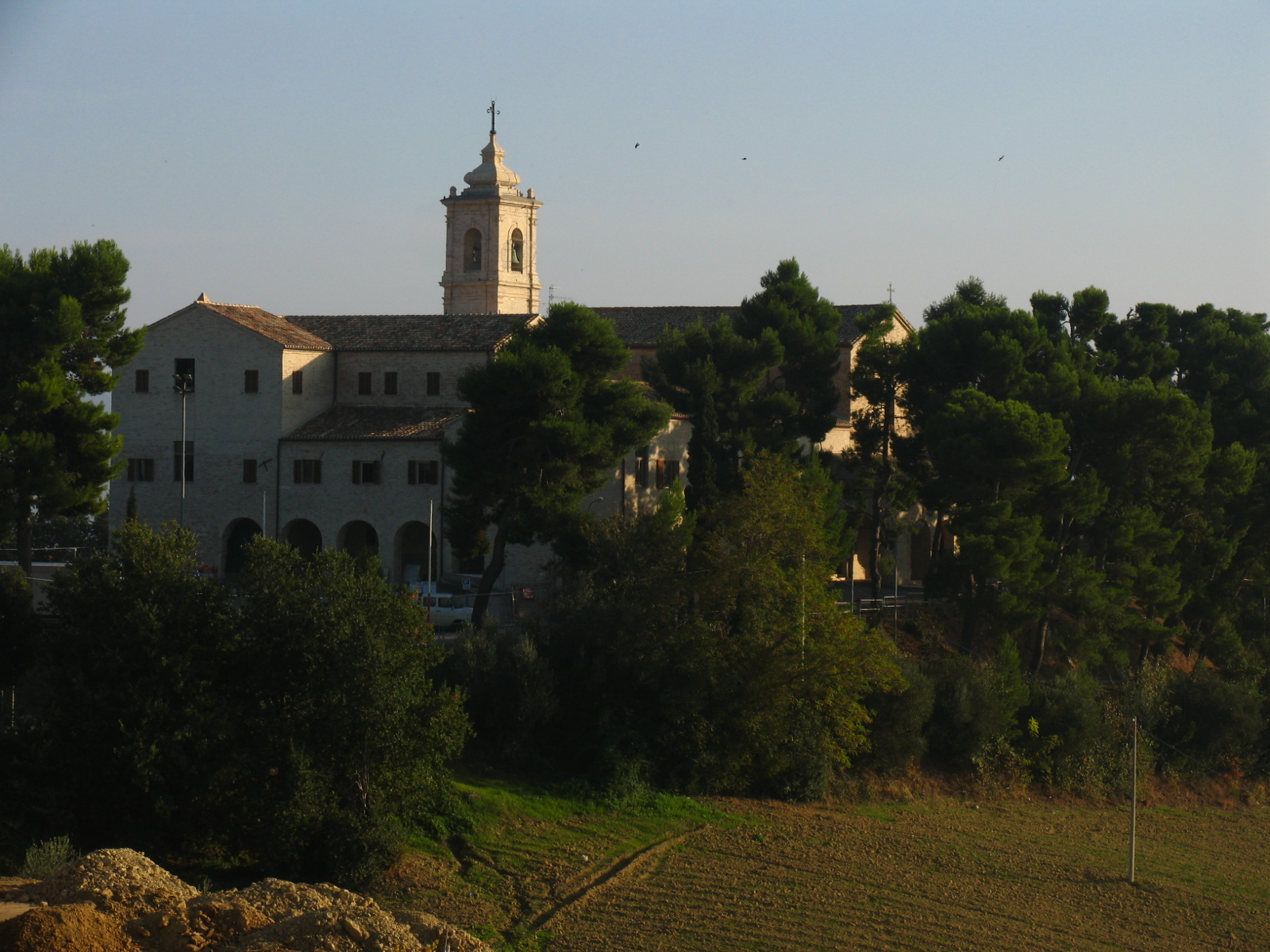
Santuario de S. Maria delle Grazie, en Montepandrone, fundado por el santo y lugar definitivo de su entierro..

En el Concilio de Basilea promovió la unión de los husitas moderados con la Iglesia, y en el de Florencia, la de las iglesias ortodoxa y latina. Predicó la cruzada contra los otomanos. En Italia, también combatió el movimiento radical de los fraticelli y predicó en muchas ciudades. En 1460 le fue ofrecido el cargo de arzobispo de Milán, pero lo rechazó. Calixto III, en 1455, lo nombró juez en la cuestión entre los franciscanos conventuales y los observantes; su decisión, de 2 de febrero de 1456, no complació a ninguna de las partes.
Instituyó diversos montes de piedad como instituciones de crédito sin afán de lucro que prestaban dinero con intereses bajos a cambio de una prenda. Promovió la construcción de iglesias, conventos, bibliotecas (como la de Monteprandone, con una valiosa colección de códices), pozos y cisternas públicas. Dio estatutos civiles en once ciudades y fundó numerosa fraternidad laica, siendo uno de los precursores del asociacionismo católico.
Además, escribió dieciocho libros, entre los cuales destacan Dialogus contra Fraticellos, Milagros del Nombre de Jesús o Itinerarium. En De sanguine Christi effuse expone la teoría que la sangre que Cristo había perdido durante la Pasión no se había unido a su persona divina durante los tres días que había sido enterrado y muerte. Esta opinión fue encontrada herética por Giacomo da Brescia, inquisidor, que lo citó en el tribunal; Jaime no acudió y, después de algunos requerimientos, apeló a la Santa Sede, que no llegó a pronunciarse. Se conservan algunos de sus sermones.
Murió en Nápoles, donde había vivido durante tres años, el 28 de noviembre de 1476. Fue sepultado en la iglesia de Santa Maria la Nova; en 2001 su cuerpo fue trasladado al santuario de Santa Maria delle Grazie, que él mismo había fundado en 1449 en Monteprandone, su pueblo natal.
Fue beatificado el 12 de agosto de 1624 por Urbano VIII. Benedicto XIII lo proclamó santo el 10 de diciembre de 1726.